# Basiliscus (genre)
Pour les articles homonymes, voir Basilic.
Genre
Basiliscus est un genre de sauriens de la famille des Corytophanidae. Les espèces de ce genre sont communément appelées basilic, mais sont aussi connues sous le nom de lézard Jésus-Christ, ou lézard Jésus à cause de leur capacité à courir sur l'eau sur de courtes distances avant de s'immerger et de nager.

## Étymologie
Le nom générique basiliscus, de même que le nom commun « basilic », dérivent du grec basilískos (βασιλίσκος) qui signifie « petit roi ».

## Répartition
Les espèces de ce genre se rencontrent dans le nord de l'Amérique du Sud, en Amérique centrale et dans le sud de l'Amérique du Nord.

## Habitat
Son biotope est la forêt tropicale humide, où il se perche en hauteur sur les buissons et même la cime des arbres, mais desquels il se laisse tomber en cas de danger. Habituellement, les arbres choisis se trouvent au-dessus de cours d'eau ou de lacs. Les Basiliscus sont d'excellents nageurs et sont capables de courir sur l'eau. Un autre mécanisme de défense utilisé par le basilic est de s'enterrer dans le sable pour se cacher des prédateurs ; un anneau musculaire autour des narines empêche le sable de rentrer dans son nez.

## Description

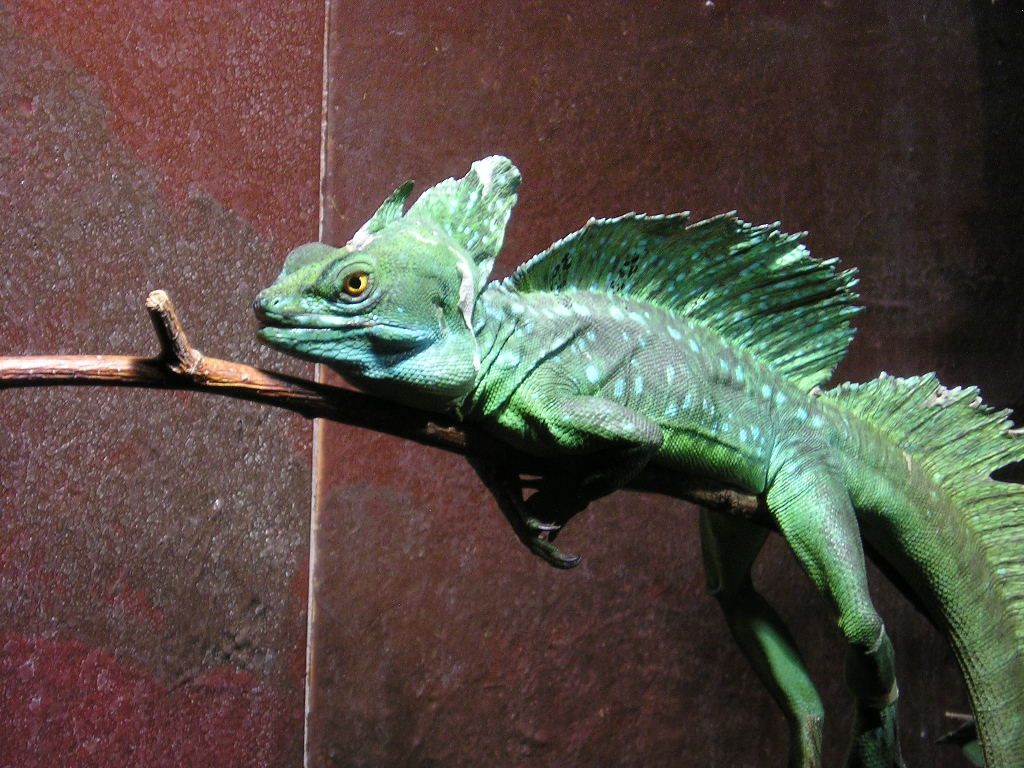
Un basilic perché sur une branche.

Le poids moyen d'un basilic est d'environ 90 g et sa croissance est perpétuelle, bien qu'elle se ralentisse fortement à l'âge adulte. La taille adulte dépend de l'espèce et de la sous-espèce, mais atteint en général autour de 70 cm pour les mâles, un peu moins pour les femelles. L'espèce la plus grande est le Basiliscus plumifrons.

## Liste des espèces
Selon The Reptile Database (15 juillet 2012) :
- Basiliscus basiliscus (Linnaeus, 1758) - Basilic commun
- Basiliscus galeritus Duméril, 1851 - Basilic de l'Ouest
- Basiliscus plumifrons Cope, 1876 - Basilic à plumes - Basilic vert - Basilic Jésus
- Basiliscus vittatus Wiegmann, 1828 - Basilic brun - Basilic à bandes jaunes

## Publication originale
- Laurenti, 1768 : Specimen medicum, exhibens synopsin reptilium emendatam cum experimentis circa venena et antidota reptilium austriacorum, Vienna Joan Thomae, p. 1-217 (texte intégral).